# Finlay (rivière)
Pour les articles homonymes, voir Finlay.
La rivière Finlay est une rivière de 402 kilomètres de long située dans le centre-nord de la Colombie-Britannique. Elle coule depuis le lac Thutade dans les Montagnes Omineca jusqu'au lac Williston, qui est la retenue d'eau formée par le Barrage W. A. C. Bennett sur la rivière de la Paix depuis 1968. Avant cela, la rivière Finlay rejoignait la rivière Parnship pour former la rivière de la Paix. La source de la rivière Finlay, le lac Thutade, est considérée comme la source ultime du fleuve Mackenzie.
La rivière Finlay draine une superficie de 43 000 kilomètres2 et son débit moyen est de 600 mètres3 par seconde. Les principaux affluents de la Finlay incluent les rivières Ospika, Ingenika, Warneford, Fox, Toodoggone, et Firesteel (l'Ospika entre maintenant dans le Lac Williston directement, cependant). Située dans une partie reculée de la province, il n'existe pas de centres de population important le long de la rivière ; cependant, il y a une petite communauté des Premières Nations, Fort Ware, situé à la jonction de la Finlay et Warneford. 

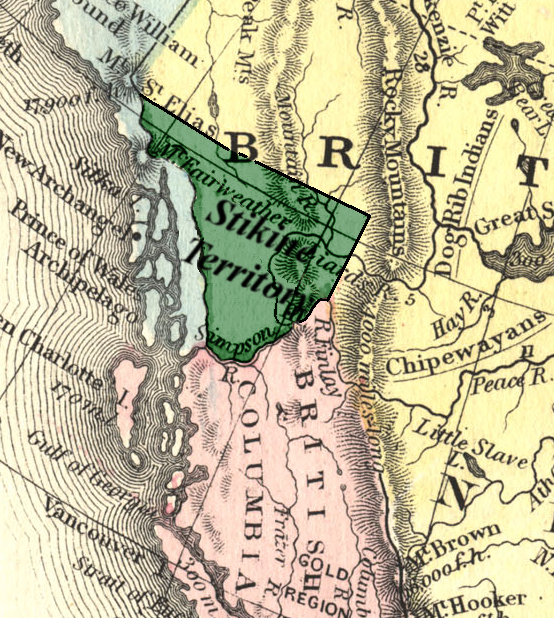
Carte du territoire Stikine. La rivière Finlay est la frontière sud-est de ce territoire absorbé par la Colonie de la Colombie-Britannique, en 1863.

La Rivière Finlay est nommé d'après l'explorateur John Finlay, qui a remonté sur une courte distance la rivière, en 1797. Le premier Européen à voyager jusqu'à la source était le commerçant de fourrures et explorateur Samuel Noir en 1824. La rivière a été brièvement une frontière entre la Colonie de la colombie-Britannique au moment de sa création, en 1858, et le territoire Stikine.

## Affluents
- Firesteel
- Toodoggone
- Fox
- Kwadacha
- Paul
- Akie
- Ingenika
- Davis
- Mesilinka
- Osilinka